# ویرجین استرالیا هلدینگ
ویرجین استرالیا هلدینگ (انگلیسی: Virgin Australia Holdings) شرکت هلدینگ استرالیایی است، که در سال ۲۰۰۰ توسط ریچارد برانسون تأسیس شد.